# 차르다시

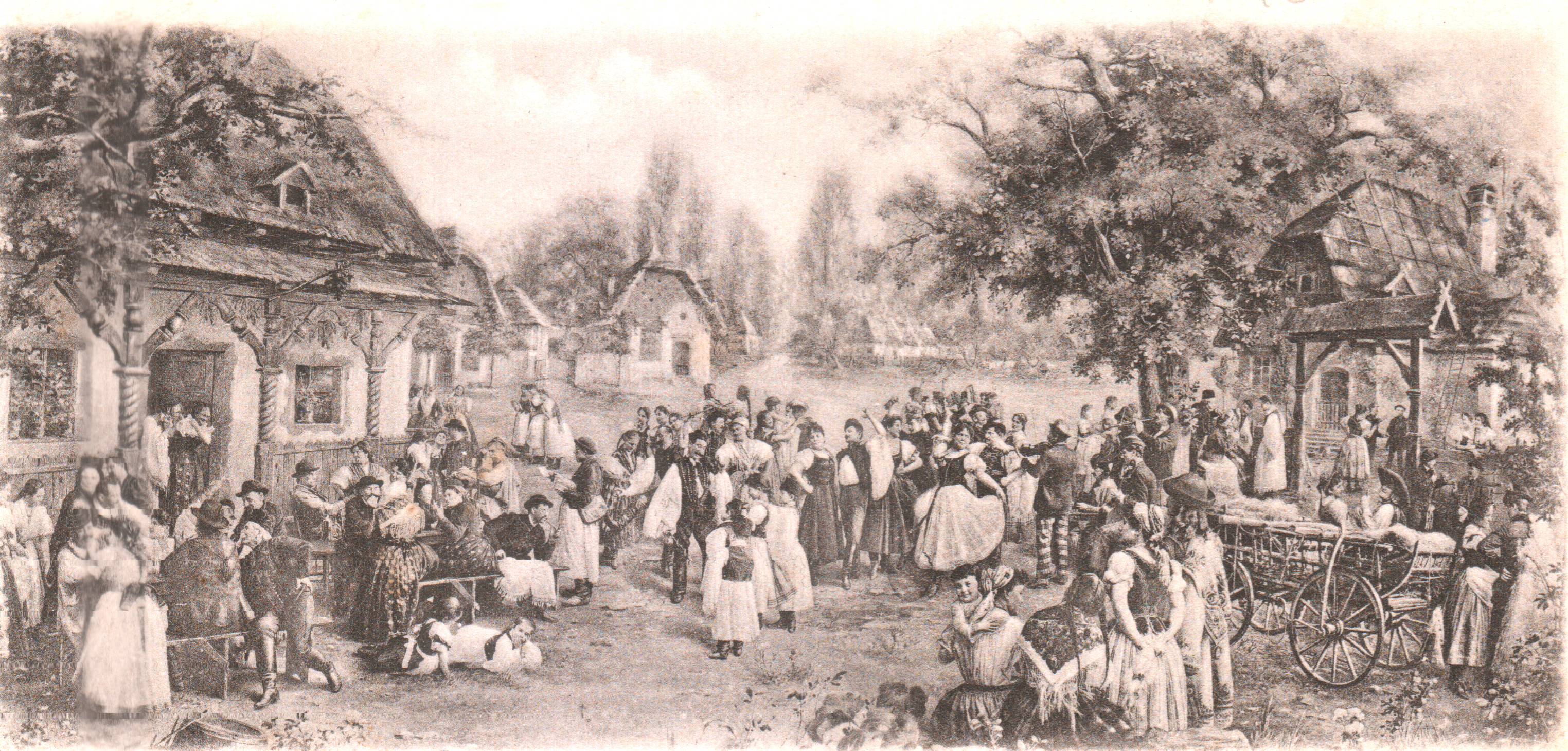
Csárdás

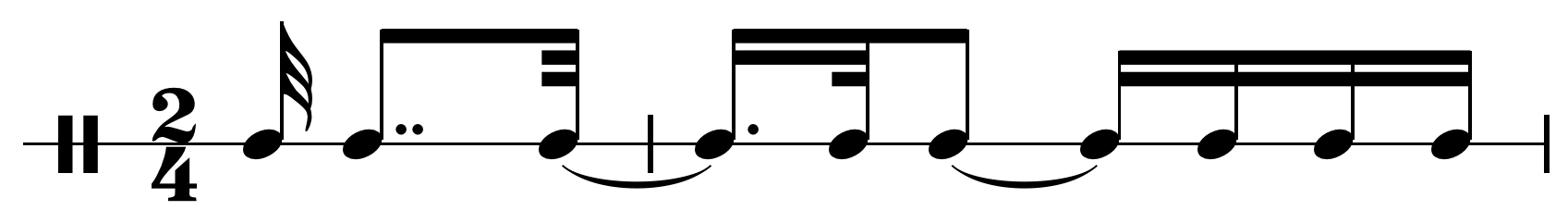
차르다시 리듬.

차르다시(Csárdás)는 헝가리에 많이 사는 집시들의 민속춤곡이다. 완만하고 도입적(導入的)인 역할을 하며, 호소하는 듯한 멜로디를 노래하는 라스와, 빠르고 격정적인 프리스의 두 부분으로 돼 있다. 예술화하여 이 양식으로 우수한 작품을 남긴 작곡가도 적지 않다. 리스트의 <헝가리 광시곡>, 브람스의 <헝가리 무곡> 등은 대체로 이 예에 속한다. 당김음(切分音)의 리듬이나 집시의 음계의 애호 등은 큰 특징이기도 하다.